# El espía (miniserie)

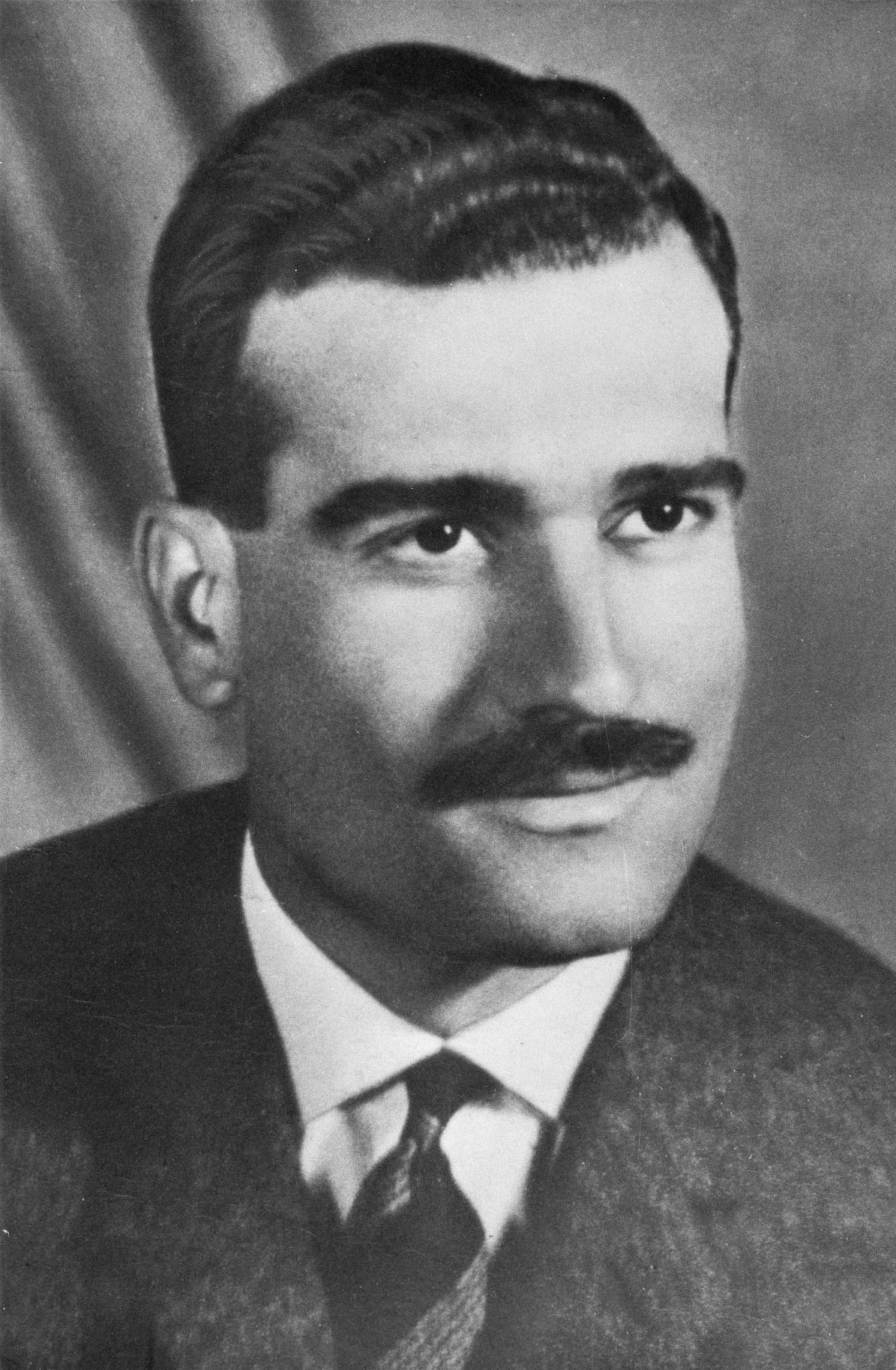
Esta imagen muestra a Eli Cohen, el espía israelí cuya historia es retratada en la miniserie El espía. Su labor de infiltración en Siria durante la década de 1960 fue clave para el servicio de inteligencia de Israel, y su vida y trágico destino son el eje central de la serie.

El espía (en inglés, The Spy) es una miniserie de suspense francesa de habla inglesa, escrita y dirigida por el israelí Gideon Raff y por Max Perry, basada en la vida del célebre espía israelí, Eli Cohen, quien había sido infiltrado por el Mossad en Siria en los años 60. En la serie, Eli Cohen es interpretado por Sacha Baron Cohen.
La serie es una producción de la francesa Legende Production para Canal+ y de Netflix, siendo este último el medio que la emite en streaming fuera de Francia. La serie, de seis episodios, lanzada el 6 de septiembre de 2019 en Netflix, está inspirada en la vida real de Eli Cohen y basada en el libro L'espion qui venait d'Israël (en español: El espía que vino de Israel), de los coautores Uri Dan y Yeshayahu Ben Porat.

## Episodios
Los títulos de los episodios son:
1. El inmigrante (The Immigrant)
2. ¿Qué te cuentas, Buenos Aires? (What's New, Buenos Aires?)
3. Solo en Damasco (Alone in Damascus)
4. Parejas extrañas (The Odd Couples)
5. El instinto manda (Fish Gotta Swim)
6. Hogar (Home)